# 하동 금오산 봉수대
하동 금오산 봉수대(河東 金鰲山 熢燧臺)는 대한민국 경상남도 하동군 금남면에 있는 봉수대이다. 1993년 1월 8일 경상남도의 기념물 제122호로 지정되었으나 전문기관의 정밀지표조사와 전문가 검토 및 현지조사 등 종합적인 조사 결과, 문화재의 위치 및 구조 등을 미루어 볼 때 봉수대로 보기에는 어렵다는 경상남도 문화재위원회의 결정에 따라 2024년 3월 7일 지정해제 됨. 

## 참고 자료
- 하동금오산봉수대 - 국가유산청 국가유산포털

경상남도고시 제2024-87호 경상남도 기념물 지정 해제 고시 